# Zoumana Camara
Pour les articles homonymes, voir Camara.
Zoumana Camara surnommé Papus, né le 3 avril 1979 à Colombes (France), est un footballeur international français ayant évolué au poste de défenseur central du milieu des années 1990 à celui des années 2010, reconverti entraîneur et coordinateur sportif. Il est l'actuel entraîneur du Montpellier HSC.
En tant que joueur, il évolue au poste de défenseur central principalement en France, dans des clubs comme l'AS Saint-Étienne, l'Olympique de Marseille ou le Paris Saint-Germain. À sa retraite en 2015, il devient entraîneur adjoint auprès de Laurent Blanc, Unai Emery puis Thomas Tuchel au sein du club de la capitale. Le 25 janvier 2021, il est nommé coordinateur sportif du centre de formation du Paris Saint-Germain. 
Le 8 avril 2025, il est nommé entraîneur du Montpellier HSC à la suite du départ de Jean-Louis Gasset.

## Biographie

### Carrière de joueur

#### AS Saint-Étienne (1996-1998)
Évoluant au poste de défenseur, Zoumana Camara intègre en 1995 le centre de formation de l'AS Saint-Étienne. Il fait ses débuts en professionnel l'année suivante alors que le club évolue en seconde division.

#### Échec à l'Inter Milan et prêts (1998-2000)
Après deux saisons passées chez les Verts alors en Division 2, il rejoint la Serie A italienne et le prestigieux club de l'Inter Milan en 1998 pour 1 M€.
N'étant pas en mesure de trouver sa place au sein du pléthorique effectif interiste, il accepte d'être prêté quelques mois plus tard au plus modeste club d'Empoli.
Puis, toujours sous forme de prêt, il retrouve le championnat français avec Bastia durant la saison 1999-2000.

#### Olympique de Marseille (2000-2001)
À l’été 2000, il est transféré à l'Olympique de Marseille où sa carrière décolle enfin. Sa progression au sein du club phocéen est récompensée lorsqu’il est appelé par Roger Lemerre pour disputer la Coupe des confédérations 2001 en Corée du Sud et au Japon. Il n'y jouera qu'un seul match, la défaite contre l'Australie (0-1).
Camara semble alors à tout juste 22 ans promis à un bel avenir international. Mais quelques mois plus tard, une grave blessure aux adducteurs met fin à son ascension.

#### RC Lens (2002-2004)
Transféré blessé au RC Lens, il met près d'une année avant de retrouver les terrains, durant l'hiver 2003. Il dispute peu de matches pour les sang et or et est prêté au club anglais de Leeds United pour y trouver du temps de jeu.

#### Retour à l'AS Saint-Étienne (2004-2007)
De retour d'Angleterre, Camara retrouve en 2004 son club formateur de l'AS Saint-Étienne, où il devient titulaire indiscutable durant 3 saisons. Ses excellentes performances en club lui valent d'être rappelé en Équipe de France par Raymond Domenech en octobre 2005 lors d'un rassemblement pour les éliminatoires de la Coupe du Monde 2006. Présent sur le banc de touche contre la Suisse, il ne rentre toutefois pas en jeu.
Son deuxième passage sous le maillot vert se termine de façon tendue, puisqu'il décide d'engager un bras de fer avec le club pour partir au Paris Saint-Germain, qui souhaite le recruter pour remplacer David Rozehnal. Son départ est acté le 23 juillet 2007, après 118 matches toutes compétitions confondues.

#### Sommets et fin avec le Paris Saint-Germain (2007-2015)

##### Période modeste
Zoumana Camara rejoint le Paris Saint-Germain en signant un contrat de quatre ans, pour un transfert d'un montant avoisinant six millions d'euros.
Malgré des débuts calamiteux, il s'impose comme défenseur inamovible et forme avec Mario Yepes la charnière centrale du PSG en 2007-2008. Il remporte la Coupe de la Ligue le 29 mars 2008 et joue l'intégralité des 38 matchs de championnat.
Il joue un peu moins les années suivantes sous le commandement d'Antoine Kombouaré.

##### Ère qatarie
Le 9 août 2011, Leonardo le fait prolonger jusqu'en 2013. Carlo Ancelotti lui témoigne sa confiance lors de la fin de saison 2011-2012, le préférant à Mamadou Sakho et Diego Lugano.
Il joue de moins en moins avec Paris (seulement 11 matchs toutes compétitions confondues lors de la saison 2012-2013). Il est quand même sacré champion de France.
En juin 2013, il signe une prolongation d'un an avec le club. À la suite du départ de Mamadou Sakho, et de la blessure de Thiago Silva, Zoumana Camara rentre en jeu pour le choc face à Monaco, puis face à Valenciennes. Il est titulaire face à Toulouse. Pour rendre la saison encore plus belle, Zoumana rentre à la 77e minute du match face au Benfica Lisbonne, en ligue des champions à la place d'Alex. Selon le journal L'Équipe, le PSG gagne plus de points avec Zoumana qu'avec Thiago Silva. Aussi étonnant qu'il puisse paraître, Zoumana rentre pour le Classico OM-PSG, à la place de Zlatan qui avait marqué le but de la victoire. Il fait partie de la victoire exceptionnelle en Ligue des Champions face à Anderlecht, en entrant encore à la place d'Alex. Il jouera aussi la fin du match retour contre le Bayer Leverkusen en 8e de finale de la Ligue des Champions en 2014, en remplacement de Cavani. Le 5 avril, Zoumana rentre lors du match à Reims. Il n'avait plus joué en Ligue 1 depuis six mois.

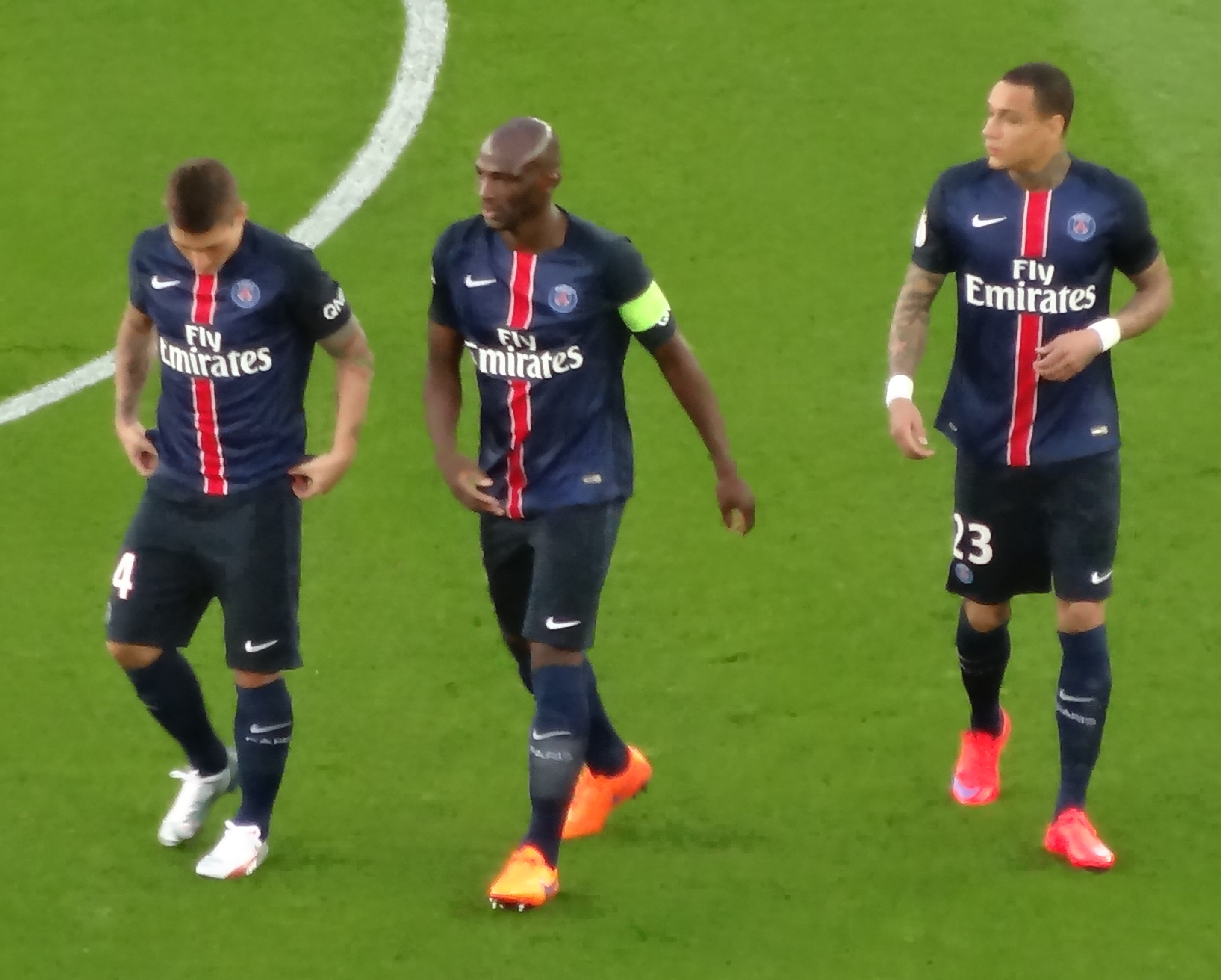
Dernière apparition de Zoumana Camara (avec le brassard), sous le maillot du PSG.

Il est titulaire dès le premier match de la saison 2014-2015  et dispute le Trophée des champions, son 215e match avec le PSG. À la suite du départ de Jallet, il devient le plus ancien parisien présent dans l'effectif (8e saison). Le PSG gagne le match 2-0 grâce à un doublé d'Ibrahimović. Il remporte alors la dernière compétition françaises qu'il n'avait encore gagnée.
Lors de la cinquième journée de Ligue 1, il ouvre le score face au Stade Rennais, il s'agit alors de son premier but en championnat depuis mai 2011, mais son équipé est tenue en échec 1-1. Bien plus tard dans la saison, lors de la 29e journée, il entre à la place de David Luiz face à Bordeaux et participe ainsi au 400e match de championnat de sa carrière (Ligue 1, Premier League, Série A et Division 2 confondues).
Pour son dernier match professionnel, il est titulaire et capitaine lors de la 38e journée, le 23 mai 2015, face au Stade de Reims. Pour cette dernière saison, il aura remporté la totalité des quatre titres français.

### Reconversion

#### Entraîneur adjoint au Paris Saint-Germain (2015-2021)
Aimé par le groupe en tant que joueur, le Paris Saint-Germain décide de le reconvertir en tant qu'entraîneur adjoint dans le staff de Laurent Blanc après sa retraite en juillet 2015. Son rôle consiste, à l'instar de Claude Makélélé précédemment, à faire le relais entre le groupe professionnel et le staff technique. Il conserve ce poste après le licenciement de Laurent Blanc, mais cette fois-ci sous la direction de l'entraîneur espagnol Unai Emery à partir de juillet 2016.
Après le départ du technicien basque à l'issue de la saison 2017-2018, il est pressenti pour devenir entraîneur de l'équipe réserve du PSG, mais le nouvel entraineur, Thomas Tuchel, décide de le conserver comme adjoint et le nomme responsable des coups de pied arrêtés offensifs et défensifs.

#### Coordinateur sportif (2021)
Zoumana Camara n’est pas conservé dans le nouveau staff technique de Mauricio Pochettino lors de la nomination de ce dernier en janvier 2021. Il devient alors coordinateur sportif du centre de formation.

#### Entraîneur des moins de 19 ans (2021-2024)
Zoumana Camara devient ensuite entraîneur de l'équipe des moins de 19 ans du PSG à partir de la saison 2021-2022 et succède à Stéphane Roche. Début juillet 2024, il quitte son poste d'entraineur.
Consultant technique et commentateur sportif (2024-2025)
Recruté par DAZN pour remplacer Patrick Vieira, Zoumana Camara y commente les matchs de Ligue 1 depuis la 12e journée de la saison 2024-2025 et le match opposant le Paris Saint-Germain au Toulouse FC.

#### Entraîneur du Montpellier HSC (2025-)
Le 8 avril 2025, Zoumana Camara est nommé entraîneur du Montpellier HSC et succède ainsi à Jean-Louis Gasset,,. Il s'agit de sa toute première expérience à la tête d’une équipe professionnelle,,. Lors de sa conférence de presse de présentation, il déclare : « On va prendre les matchs les uns après les autres ».

### Amitiés
Au centre de formation de l'AS Saint-Étienne, il est très proche de Jérémie Janot.
Au club du Paris Saint-Germain depuis 2007, il se lie d'amitié avec les joueurs du centre de formation, en particulier Clément Chantôme et Mamadou Sakho. Seul survivant avant l'arrivée du Qatar, il se lie d'amitié avec Zlatan Ibrahimović et Thiago Silva. L'entraîneur du club de la capitale, Laurent Blanc, déclare en conférence de presse que Zoumana Camara est très important pour le club et que tout le monde est soulagé lorsqu'il est sur le terrain.

## Palmarès

### En club
Paris Saint-Germain :
- Champion de France en 2013, 2014 et 2015.
- Vainqueur de la Coupe de France en 2010 et 2015.
- Vainqueur de la Coupe de la Ligue en 2008, 2014 et 2015.
- Vainqueur du Trophée des Champions en 2014.
- Vice-Champion de France en 2012.
- Finaliste de la Coupe de France en 2008 et 2011.
- Finaliste du Trophée des Champions en 2010.

### En sélection nationale
Équipe de France des moins de 19 ans :
- Champion d'Europe des moins de 19 ans en 1997.

 Équipe de France A :
- 1 sélection en 2001.
- Vainqueur de la Coupe des Confédérations en 2001.

## Statistiques

### Générales
| Saison                | Club                   | Championnat           | Championnat | Championnat | Coupe nationale | Coupe nationale | Coupe de la Ligue | Coupe de la Ligue | Supercoupe | Supercoupe | Compétition(s) continentale(s) | Compétition(s) continentale(s) | Compétition(s) continentale(s) | France | France | Total | Total |
| Saison                | Club                   | Division              | M.          | B.          | M.              | B.              | M.                | B.                | M.         | B.         | Comp.                          | M.                             | B.                             | M.     | B.     | M.    | B.    |
| 1996-1997             | AS Saint-Étienne       | Division 2            | 6           | 0           | -               | -               | -                 | -                 | -          | -          | -                              | -                              | -                              | -      | -      | 6     | 0     |
| 1997-1998             | AS Saint-Étienne       | Division 2            | 26          | 1           | 1               | 0               | 1                 | 0                 | -          | -          | -                              | -                              | -                              | -      | -      | 28    | 1     |
| Sous-total            | Sous-total             | Sous-total            | 32          | 1           | 1               | 0               | 1                 | 0                 | -          | -          | -                              | -                              | -                              | -      | -      | 34    | 1     |
| 1998-1999             | Inter Milan            | Série A               | -           | -           | 2               | 0               | -                 | -                 | -          | -          | -                              | -                              | -                              | -      | -      | 2     | 0     |
| 1999                  | Empoli FC (prêt)       | Série A               | 12          | 0           | -               | -               | -                 | -                 | -          | -          | -                              | -                              | -                              | -      | -      | 12    | 0     |
| Sous-total            | Sous-total             | Sous-total            | 12          | 0           | 2               | 0               | -                 | -                 | -          | -          | -                              | -                              | -                              | -      | -      | 14    | 0     |
| 1999-2000             | SC Bastia              | Division 1            | 27          | 1           | 1               | 0               | 3                 | 0                 | -          | -          | -                              | -                              | -                              | -      | -      | 31    | 1     |
| Sous-total            | Sous-total             | Sous-total            | 27          | 1           | 1               | 0               | 3                 | 0                 | -          | -          | -                              | -                              | -                              | -      | -      | 31    | 1     |
| 2000-2001             | Olympique de Marseille | Division 1            | 31          | 1           | 2               | 0               | 1                 | 0                 | -          | -          | -                              | -                              | -                              | 1      | 0      | 35    | 1     |
| 2001-2002             | Olympique de Marseille | Division 1            | 11          | 0           | -               | -               | 1                 | 0                 | -          | -          | -                              | -                              | -                              | -      | -      | 12    | 0     |
| Sous-total            | Sous-total             | Sous-total            | 42          | 1           | 2               | 0               | 2                 | 0                 | -          | -          | -                              | -                              | -                              | 1      | 0      | 47    | 1     |
| 2002                  | RC Lens                | Division 1            | -           | -           | -               | -               | -                 | -                 | -          | -          | -                              | -                              | -                              | -      | -      | 0     | 0     |
| 2002-2003             | RC Lens                | Ligue 1               | 14          | 0           | 1               | 0               | 1                 | 0                 | -          | -          | -                              | -                              | -                              | -      | -      | 16    | 0     |
| Sous-total            | Sous-total             | Sous-total            | 14          | 0           | 1               | 0               | 1                 | 0                 | -          | -          | -                              | -                              | -                              | -      | -      | 16    | 0     |
| 2003-2004             | Leeds United           | Premier League        | 13          | 1           | 2               | 0               | -                 | -                 | -          | -          | -                              | -                              | -                              | -      | -      | 15    | 1     |
| Sous-total            | Sous-total             | Sous-total            | 13          | 1           | 2               | 0               | -                 | -                 | -          | -          | -                              | -                              | -                              | -      | -      | 15    | 1     |
| 2004-2005             | AS Saint-Étienne       | Ligue 1               | 36          | 0           | 1               | 0               | 3                 | 0                 | -          | -          | -                              | -                              | -                              | -      | -      | 40    | 0     |
| 2005-2006             | AS Saint-Étienne       | Ligue 1               | 36          | 0           | -               | -               | 1                 | 0                 | -          | -          | CI                             | 2                              | 0                              | -      | -      | 39    | 0     |
| 2006-2007             | AS Saint-Étienne       | Ligue 1               | 36          | 0           | -               | -               | 3                 | 0                 | -          | -          | -                              | -                              | -                              | -      | -      | 39    | 0     |
| Sous-total            | Sous-total             | Sous-total            | 108         | 0           | 1               | 0               | 7                 | 0                 | -          | -          | -                              | 2                              | 0                              | -      | -      | 118   | 0     |
| 2007-2008             | Paris Saint-Germain    | Ligue 1               | 38          | 1           | 4               | 0               | 4                 | 0                 | -          | -          | -                              | -                              | -                              | -      | -      | 46    | 1     |
| 2008-2009             | Paris Saint-Germain    | Ligue 1               | 36          | 0           | 3               | 0               | 4                 | 0                 | -          | -          | C3                             | 9                              | 0                              | -      | -      | 52    | 0     |
| 2009-2010             | Paris Saint-Germain    | Ligue 1               | 23          | 0           | 6               | 0               | 1                 | 0                 | -          | -          | -                              | -                              | -                              | -      | -      | 30    | 0     |
| 2010-2011             | Paris Saint-Germain    | Ligue 1               | 17          | 2           | 6               | 1               | 2                 | 1                 | 1          | 0          | C3                             | 10                             | 0                              | -      | -      | 36    | 4     |
| 2011-2012             | Paris Saint-Germain    | Ligue 1               | 19          | 0           | 2               | 0               | 1                 | 0                 | -          | -          | C3                             | 6                              | 0                              | -      | -      | 28    | 0     |
| 2012-2013             | Paris Saint-Germain    | Ligue 1               | 7           | 0           | 2               | 1               | 1                 | 0                 | -          | -          | C1                             | 2                              | 0                              | -      | -      | 12    | 1     |
| 2013-2014             | Paris Saint-Germain    | Ligue 1               | 6           | 0           | -               | -               | 1                 | 0                 | -          | -          | C1                             | 4                              | 0                              | -      | -      | 11    | 0     |
| 2014-2015             | Paris Saint-Germain    | Ligue 1               | 8           | 1           | 1               | 0               | -                 | -                 | 1          | 0          | C1                             | -                              | -                              | -      | -      | 10    | 1     |
| Sous-total            | Sous-total             | Sous-total            | 153         | 4           | 24              | 2               | 14                | 1                 | 2          | 0          | -                              | 31                             | 0                              | -      | -      | 224   | 7     |
| Total sur la carrière | Total sur la carrière  | Total sur la carrière | 401         | 8           | 34              | 2               | 28                | 1                 | 2          | 0          | -                              | 33                             | 0                              | 1      | 0      | 499   | 11    |

### Matchs internationaux
| # | Date          | Lieu                                | Adversaire | Résultat | Compétition                                      | Notes      |
| - | ------------- | ----------------------------------- | ---------- | -------- | ------------------------------------------------ | ---------- |
| 1 | 1er juin 2001 | Stade de Daegu, Daegu, Corée du Sud | Australie  | D 0 - 1  | Premier tour de la Coupe des confédérations 2001 | Titulaire. |